# Prasophyllum hectori
Prasophyllum hectori är en orkidéart som först beskrevs av John Buchanan, och fick sitt nu gällande namn av Molloy, D.L.Jones och Mark Alwin Clements. Prasophyllum hectori ingår i släktet Prasophyllum och familjen orkidéer. Inga underarter finns listade i Catalogue of Life.